# Ященко Віталій Олександрович
Віталій Олександрович Ященко (нар. 2 жовтня 1941 р.) — український учений-кібернетик, створювач нового класу нейронних мереж — нейроподібні зростаючі мережі (1993). Старший науковий співробітник Інституту проблем математичних машин і систем НАН України (1995), учений секретар секції Математичні машини й системи наукового семінару з проблем кібернетики НАН України (1994), член Асоціації створювачів і користувачів інтелектуальних систем (Київ, Україна) (1995), заступник головного редактора міжнародного журналу «Математичні машини і системи» (1996), доцент кафедри ММЕД Факультету кібернетики Національного університету ім. Т. Г. Шевченка, Україна (1996), професор Донецького Державного університету інформатики й штучного інтелекту (1996), член міжнародного товариства інформаційного злиття (International Society of Information Fusion, CA, USA) (США, 1999).
Голова організаційного комітету міжнародної конференції KDS-95, член організаційного комітету міжнародної конференції KDS-97, член міжнародного комітету конференції FUSION'99.
Віталій Олександрович — генерал-лейтенант Українського реєстрового козацтва.
Автор 2 монографій, понад 55 наукових публікацій і 22 патентів та авторських посвідчень на винаходи.

## Біографія
Віталій Олександрович Ященко народився 1941 р. в м. П'ятигорськ, Ставропольського краю, СРСР, в родині військовослужбовця.
Закінчив Київський геологорозвідувальний технікум (1958), Одеський інститут патентознавства (1971), Одеський політехнічний інститут, факультет автоматики й телемеханіки (1972).
Здобув ступінь кандидата технічних наук в 1989 р. в Інституті кібернетики ім. академіка В. М. Глушкова Національної Академії Наук України (НАН України).
В 1999 р. захистив ступінь доктора наук в Інституті Проблем математичних машин і систем НАН України. Не затверджений ВАК України.
З 1974 року працював в Інституті кібернетики АН УРСР, потім — Спеціальному конструкторському бюро (СКБ) Інституту кібернетики АН УРСР, з 1992 року — в Інституті проблем математичних машин і систем НАН України, у який було перетворено СКБ.
Багато робіт В. О. Ященко реалізовано разом із проф., чл-корр. НАН України А. О. Морозовим.
Ряд робіт В. О. Ященко мають патенти й авторські посвідчення СРСР і України. Найвідоміші з розробок ученого — інтелектуальна діагностична система для діагностики захворювань організму, що може успішно використовуватися лікарями-терапевтами, також розроблена й впроваджена у санаторіях Криму унікальна система рухової активності хворих.
Віталій Олександрович — генерал-лейтенант Українського реєстрового козацтва, помічник Гетьмана з питань науки. Козацтво для Віталія Олександровича є кодексом особливої поведінки, поглядів на життя та особливим сприйняттям світу.
В. О. Ященко має захоплення всього життя — живопис. Дивні картини такої багатогранної людини несуть в собі особливий енергетичний потенціал, який дає натхнення до творчості і любові до життя. На картинах вченого і художника відбиті епізоди з життя тих місць, де був у поїздках та відрядженнях Віталій Олександрович, проте більшість картин увіковічують чарівність рідної країни.
Основний напрямок наукових пошуків Віталія Олександровича протягом останніх 30-ти років — нейроподібні зростаючі мережі, як нова технологія обробки інформації.

## Сфера наукової діяльності
Штучний інтелект, нейроподібні зростаючі мережі.
У своєму вченні про нейроподібні зростаючі мережі В. О. Ященко розглядає можливість життєздатності штучної системи, дає визначення, які характеризують динамічну структуру мережі й виводить особливості подання інформації в такій мережі. Віталієм Олександровичем зазначена основна особливість — подібність поведінки нейроподібної зростаючої мережі з нервовою системою людини. Це проявляється у ряді специфічних моментів, які визначені В. О. Ященком у ряді статей та монографіях.
Теорія В. О. Ященка входить до системи вчень про штучний інтелект — найперспективніший напрямок розвитку нових технологій у комп'ютерній техніці й робототехніці.
Віталій Олександрович також дав визначення нейроподібної зростаючої мережі, що зараз використовується вченими ряду країн світу, зокрема, російськими вченими, також український дослідник розписав класи нейроподібних зростаючих мереж, зазначивши особливості та характеристики.
Відповідно до досліджень В. О. Ященка, в основі нейроподібних зростаючих мереж лежить синтез знань вироблених класичними теоріями — зростаючих пірамідальних мереж і нейронних мереж. Перші з них дають можливість утворювати суть взаємозв'язків об'єктів в міру побудови самої мережі, тобто число об'єктів, як і зв'язків між ними буде створене в межах необхідності (обмеження полягає лише в обсязі пам'яті машини). При цьому кожне поняття здобуває окремий компонент мережі як вершину, пов'язану з іншими вершинами. У загальному понятті це цілком відповідає структурі процесів, що відбуваються в мозку людини, де кожне явне поняття представлене певною структурою й має свій символ, що його позначає. Якщо зазначені компоненти є нейроподібними елементами, а зв'язки здобувають різну вагу, то буде отримана універсальна нейроподібна мережа з усіма її необхідними властивостями. Разом з тим ця мережа практично вільна від обмежень на кількість нейроподібних елементів, де буде розміщуватися відповідна інформація, тобто, де буде побудована мережа для даної предметної області. В іншому випадку, така мережа може набути підвищену семантичну ясність за рахунок утворення не тільки зв'язків між нейроподібними елементами, але й самими елементами. Тобто, в останньому випадку, може мати місце не проста побудова мережі шляхом розміщення значеннєвих структур у середовищі нейроподібних елементів, а створення середовища, схожого до середовища людської пам'яті.

## Міжнародне визнання
Ященко В. О. відомий своїми розробками у царині штучного інтелекту у Росії, Китаї, США, Болгарії, його роботи були представлені на виставці «CeBIT» у Німеччині.
Учений є єдиним від СНД членом програмного комітету міжнародної конференції International Conference on Information Fusion, Стокгольм, Швеція.
Він також офіційний рецензент статей, що подаються на міжнародні конференції США, Канади, країн ЄС:
- Education and Information Systems, Technologies and Applications: EISTA;
- International Multi-Conference on Society, Cybernetics and Informatics: IMSCI;
- International Conference on Education, Training and Informatics: ICETI;
- International Conference on Society and Information Technologies: ICSIT;
- International Conference on Computing, Communications and Control Technologies: CCCT 2011;
- International Conference on Information Systems Analysis and Synthesis: ISAS;
- International Conference on Information Fusion Florence (Italy);
- World Multi-Conference on Systemics, Cybernetics and Informatics: WMSCI.

## Нагороди
Віталій Олександрович Ященко має звання «Винахідник СРСР».

## Основні роботи
1. Морозов А. А., Ященко В. А. Информационные центры. Информационные технологии будущего. — Киев: СП «Интертехнодрук», 2008. — 332 с.
2. Морозов А. А., Ященко В. А. Интеллектуализация ЭВМ на базе нового класса нейроподобных растущих сетей. Киев: ГКПП «ТИРАЖ», 1997, — 125 с.
3. Ященко В. А. Нейроподобные растущие сети как средство построения интеллектуальной микропроцессорной системы с нейроансамблевой структурой // Кибернетика и сист анализ № 3, 1994.С.43 — 62
4. Ященко В. А. Многомерные нейроподобные растущие сети как средство интеллектуализации ЭВМ // Кибернетика и сист. анализ № 4, 1994. С. 41 — 55
5. Ященко В. А. Дуализм архитектуры интеллектуальной мультимикропроцессорной системы с многомерной нейроансамблевой структурой // Кибернетика и сист. анализ № 5, 1994. С. 34 — 44
6. Ященко В. А. Рецепторно-эффекторные нейроподобные растущие сети эффективное средство моделирования интеллекта. I, II — // Кибернетика и сист. анализ № 4,5 1995. С. 54 — 62, 94 — 102.
7. YashchenkoV.A., ShagunV.A. Receptor-effector neurosimilar growing networks //International Journalon Information Theories & Application1995, Vol.3, No.7 p. 36 — 41
8. Ященко В. А. Моделирование основных функций нервной деятельности — // KDS-95. Международная конференция «Знания — Диалог — Решение» (Ялта, 9 −14 октября 1995 г.) Сборник научных трудов в двух томах. Т.2 С.458-465
9. Yashchenko V., Shagyn V. Representation of the Knowledge of Receptor Effector Neural Growing Networks.//Conference INFORMATION THEORIES & APPLICATIONS ITA'96 Fourth International May, 12-22 1996 Troyan & Sofia, Bulgaria
10. Рабинович З. Л., Ященко В. А. Подход к моделированию мыслительных процессов на основе нейроподобных растущих сетей // Кибернетика и сист. анализ № 5, 1996. С.3-20.
11. Yashchenko V. Neural-like growing networks — new class of the neural networks //Proceedings of the International Conference on Neural Networks and Brain Proceeding, pages 455 −458, Beijing, China, Oct. 27-30' 98.
12. Yashchenko V. Receptor-effector neural-like growing network — an efficient tool for building intelligence systemsProceedings of the second internatiional conference on information fusion // July 6-8, 1999, Sunnyvale Hilton Inn, Sunnyvale, California, USA, Vol.II, pp. 1113–1118
13. Ященко В. А. Интеллектуальная многопроцессорная ЭВМ с нейроподобной структурой // Искусственный интеллект. 2000.-№ 1.- С.6-29.
14. Yashchenko V. Neural-like growing networks // SPIE's 14th Annual International Symposiym on Aerospace / Defense Sensing, Simulation and Controls, Session Applications and Science of Computational Intelligence III, 24-28 April 2000,- Orlando, Florida USA, vol. 4055 p. 14 −23.
15. Ященко В. А. Вторичные автоматизмы в интеллектуальных системах // Искусственный интеллект.- 2005. — № 3. — С.
16. Шевченко А. И., Ященко В. А. Может ли компьютер мыслить? // Искусственный интеллект. — 2005. — № 4. — С.
17. Ященко В. А. Размышляющие компьютеры // Математические машины и системы. — 2006. — № 1. — С. 49 — 59.
18. Шевченко А. И., Ященко В. А. От искусственного интеллекта к искусственной личности // Искусственный интеллект, № 3, 2009. с.492-505.
19. Ященко В. А. Некоторые аспекты «нервной деятельности» интеллектуальных систем и роботов // Искусственный интеллект, № 4, 2009. с.504-511.